# پیتر ویلهوسکی
پیتر جی. ویلهوسکی (به اوکراینی: Пітер (Петро) Вільховський)؛ (زادهٔ ۱۳ ژوئیه ۱۹۰۲ میلادی – درگذشتهٔ ۴ ژانویه ۱۹۷۸ میلادی) آهنگساز، مربی، و رهبر گروه کُر اهل ایالات متحده آمریکا با اصالت روسینی یا اوکراینی بود. در دوران کودکی او بخشی از گروه کُر پسران کلیسای جامع روسین نیویورک بود و در کاخ سفید در حضور رئیس‌جمهور وودرو ویلسون اجرا داشت. او در چندین برنامه پخش موسیقی کلاسیک با آرتورو توسکانینی و ارکستر سمفونیک ان‌بی‌سی، از جمله پخش تاریخی اُپرای اُتلو اثر وردی در سال ۱۹۴۷ میلادی حضور داشت. در سال ۱۹۳۶ میلادی سرود محبوب کریسمس «سرود زنگ‌ها» را نوشت؛ آهنگی با اشعار انگلیسی برای آهنگ محبوب آهنگساز اوکراینی مایکولا لئونتویچ که در اصل با نام «شچدریک» شناخته می‌شود. تنظیم او از «سرود نبرد جمهوری» برای گروه کُر، گروه موسیقی و ارکستر احتمالاً مشهورترین تنظیم سرود پیش از دههٔ ۱۹۴۰ میلادی در ایالات متحدهٔ آمریکا است.

## دانش آموزان سابق
به عنوان یک مدیر گروه کُر در شهر نیویورک، او بر حرفهٔ آینده موسیقیدان ژولیوس لا روزا و دانشمند استیون جی گولد تأثیر گذاشت.